# Колесен запалващ механизъм
Колесен запалващ механизъм (колесен затвор, колесен запал) – разпространен периода 15 – 17 век механизъм на огнестрелното оръжие, в който необходимата за възпламеняването на барутния заряд искра се получава (изсича) с помощта на въртящо се колелце с насечки.
Леонардо да Винчи в своя труд „Codex Atlanticus“ рисува схема на устройството на колесен затвор за пистолет (навиван с ключе) – това е единственото му изобретение, получило масово производство приживе. Устройството на новия затвор е следното: на сменя на старите фитили, изискващи достъп до открит огън и създаващи в процеса на горене нежелателен демаскиращ ефект, идва петлето със стиснато в него парче кремък, под петлето е разположено колелце с насечка. Устройството работи посредством навивана с ключе пружина, която след натискане на спусъка задвижва колелцето и пуска на него петлето кремъка (първоначално с пирит), в резултат на възникналото триене се изсичат искри, запалващи барутния заряд. Колесния затвор превъзхожда по надеждност съществуващите тогава фитилни затвори. Той е по-устойчив за влага, и даже съперничи с кремъчния затвор по надеждност (кремневия може да даде засечка без видими причини). Съществуват варианти на оръжия, съвместяващи изброените типове затвори. Недостатък на колесния затвор е неговата прекомерно висока цена, сложно устройство, недостатъчно високото качество на използваната стомана и чувствителност към замърсяване. Ако се използва твърд кремък, насечката на колелцето бързо се износва; мекия пирит не го поврежда, но се чупи сам и замърсява затвора. През 1580 г. цената на аркебуза с фитилен затвор е 350 франка, а същата аркебуза с колесен затвор струвала не по-малко от 1500 франка. Ако стрелеца загуби ключа за навиване на механизма, оръжието става безполезно. Въпреки всичко това е качествена крачка напред в сравнение с фитилното оръжие, и първия тип механизъм, пригоден за пистолет (необходимостта да се държи постоянно тлеещ фитил премахва всички преимущества на пистолета като лично оръжие).
В периода 17 – началото на 18 век колесния затвор е повсеместно изместен от по-евтиния и удобен кремнев ударен затвор.
Днес подобен принцип за получаване на искра за сметка на контакт между пирофорна сплав с насечена повърхност на колелце се използва в някои видове запалки.